# Off-White
Off-White (gestileerd als Off-White™ dan wel OFF-WHITE c/o VIRGIL ABLOH) is een Italiaans luxe modemerk dat is opgericht door de Amerikaanse ontwerper Virgil Abloh. Het bedrijf werd in 2012 opgericht in Milaan.
Het label heeft samengewerkt met onder andere Nike, Levi's, Jimmy Choo, IKEA en Evian.

## Geschiedenis
Het bedrijf werd door Virgil Abloh opgericht als "PYREX VISION" in de Italiaanse stad Milaan in 2012. Abloh Herdoopte het bedrijf vervolgens tot Off-White, wat hij beschreef als "het grijze gebied tussen zwart en wit als de kleur off-white" naar de modewereld. Het heeft collecties getoond tijdens Paris Fashion Week shows, en wordt verkocht in winkels in Hong Kong, Tokyo, Milaan, Londen en New York.
In augustus 2019 kocht José Neves, eigenaar van Farfetch, New Guards Group, de moederorganisatie van Off-White voor 675 miljoen dollar.
In juli 2021 kondigde LVMH Moët Hennessy Louis Vuitton aan dat het een belang van 60% in Off-White zou nemen, waarbij oprichter Virgil Abloh, op dat moment creatief directeur herenmode voor Louis Vuitton, de resterende 40% zou behouden.
Abloh overleed op 28 november 2021 aan angiosarcoom op 41-jarige leeftijd. De diagnose werd niet openbaar gemaakt.